# Wyandot megye
Wyandot megye az Amerikai Egyesült Államokban, azon belül Ohio államban található. Megyeszékhelye és legnagyobb városa Upper Sandusky. Lakosainak száma 21 900 fő (2020. április 1.). Wyandot megye Seneca, Crawford, Marion, Hardin és Hancock megyékkel határos.

## Népesség
A megye népességének változása:
| Lakosok száma | 22 584 | 22 642 | 22 591 | 22 447 | 22 243 | 21 900 |
|               | 2010   | 2011   | 2012   | 2013   | 2015   | 2020   |